# バルトロン
『バルトロン』 (BALTRON) は、1986年に東映動画（現在の東映アニメーション）より発売されたファミリーコンピュータ用ゲームソフト。
東映動画初のゲーム作品である。ジャンルは横スクロールシューティングゲーム。

## ゲーム内容

### システム
方向キーと2つのボタンとA,Bボタンで自機のジストリアスを操作する。
- Aボタンを押すと正面方向へのショット+斜め下方向へのミサイルで攻撃する。
- Bボタンを押しながら方向キーを押すと以下の特殊効果が発動する。
  - B+左または右入力（進行方向と逆）=ジストリアスの進行方向が逆になる。
  - B+上入力=画面の敵を一掃するフラッシュボンバー発動（エネルギーを消費）
  - B+下入力=ワープ発動（エネルギーを消費）
※フラッシュボンバー及びワープは、ジストリアスのエネルギー残量が一定以上ないと使用することができない。

ジストリアスのエネルギーは時間が経つごとに少しずつ減少し、フラッシュボンバーやワープを使用すると大幅に減少する。エネルギーが空になってしまうか、敵や敵弾、地形に当たってしまうとミスとなる。

### アイテム
洞窟面の入口付近にアイテムの発射台があり、以下の2種類のアイテムが発射される。
- 青色カプセル - エネルギーが最大まで回復する
- 黄色カプセル - バリア―が装備され、ジストリアスが一定時間無敵になる。ただし、地形には当たってしまう。

また時折、動物型のアイテムが画面内に出現する。
- コアラ - ジストリアスが1UPする。

全てのアイテム、及びアイテム発射台はジストリアスの攻撃が当たると破壊されてしまうため、注意が必要となる。

### ステージ構成
画面上部にはジストリアスのエネルギー残量および、画面上の敵の位置を示すレーダーが表示されている。レーダー内では黄色い枠で現在いるエリアが表示され、エリア内の敵を一定以上倒すと次のエリアへと移動できる。ワープを発動させると、数エリア分先へと進むことができる。
エリアは屋外と洞窟内の2種類が交互に出現する。なお、洞窟内の地形は毎回少しずつ異なる。エリアが進むごとに地形が狭くなり敵の攻撃が激しくなる。全512エリア構成となっており、最後のエリアまで進むとBGMが変わり、ボスの「バルトロン」が出現する。バルトロンを倒すとクリアとなり、地形の色が変わった「2周目」がスタートする。
このゲームは、ジストリアスの位置によりスクロール速度が2種類に変化する。画面進行方向の前半分にいれば速いスクロール、後ろ半分にいれば遅いスクロールになる。

## 評価
| 項目 | キャラクタ | 音楽 | 操作性 | 熱中度 | お買得度 | オリジナリティ | 総合  |
| 得点 | 2.31       | 2.21 | 2.41   | 2.07   | 2.02     | 2.17           | 13.19 |

ゲーム誌『ファミリーコンピュータMagazine』の読者投票による「ゲーム通信簿」での評価は別記の通り13.19点（満30点）となっている。また、同雑誌1991年5月10日号特別付録の「ファミコンロムカセット オールカタログ」では、「いわゆるグラディウスタイプのゲーム」と紹介されている。